# 索科利尼基区
索科利尼基区（俄語：район Сокольники）是莫斯科东行政区的一区，面积10.28平方公里，人口60,396人。索科利尼基站和米季科沃站位于本区内。